# Clifton Bloomfield
Clifton Duane Bloomfield (1969. március –) amerikai sorozatgyilkos és egykori statiszta aki 2005. és 2008. között 5 embert ölt meg Új-Mexikóban.

## Fiatalkora
Clifton az arizonai Kingmanben nőtt fel. Legelőször 1979-ben tartóztatták le egy BB-fegyverrel kapcsolatos incidens miatt. A bíró elrendelte hogy Clifton 18. születésnapjáig próbaidőt kapjon és iratkozzon be egy tucsoni gyerekotthonba. Bloomfieldet, akit zaklatóként tartottak számon, szülei arra kényszerítették, hogy minden nap mentális egészségügyi klinikákra menjen, és mezoridazint adtak neki, a skizofréniakezelésére szolgáló gyógyszert. Bloomfield folytatta a bűnözést, 13 évesen ellopott egy motort majd betört egy templomba. 1989-ben Bloomfield és nővére bűnözésre mentek Phoenixbe amiért 14 év börtönbüntetésre ítélték, 2002-ben szabadult.

## 2005. októberi gyilkosságok
2005. október 24-én Bloomfield egy étteremben evett és mikor elment, odament hozzá a 37 éves Carlos Esquibel. Bloomfield ütni kezdte Esquibel-t mert homoszexuális volt. Bár, Bloomfield nem volt meleg, együtt ment Esquibellel, és beleegyezett, hogy visszamegy Esquibel Walter SE melletti lakásába. Bloomfield megtámadta és letépte Esquibelről az inget, majd halálra fojtotta vele.  A gyilkosságok után Bloomfield értékeket kezdett keresni Esquibel házában. Nem sokkal ezután távozott. Esquibel holttestét a lakástulajdonos találta meg. 
Október 27-én Bloomfield késő este sétálni kezdett, amikor észrevette egy kissé résnyire nyitva lévő ház hátsó ajtaját, ahová bement. A lakásban talált a konyhában egy üres pénztácát ezután körbejárta az otthont. Az egyik hálószobában ékszereket talált amiket zsebre rakott. Nem sokkal ezután az otthon tulajdonosa, a 81 éves Josephine Selvage megpróbálta megtámadni Bloomfield-et aki visszatámadott és megfojtotta Selvage-t, aki közben rúgni és sikoltozni próbált. Mikor már Selvage nem reagált Bloomfield többször is átkutatta a házat de nem lopott semmit. Mivel a két gyilkosság csak napok különbséggel és egymás közelében történt, a rendőrség összefüggést vizsgált, de később hamisan arra a következtetésre jutott, hogy a két gyilkosságnak nincs köze egymáshoz.

## Kihagyás
Két hónappal a gyilkosságok után Bloomfield fegyveresen felkeresett egy idős házaspárt Los Ranchosban, és arra kényszerítette őket hogy engedjék be a garázsba ahol ellopott egy halom készpénzt. Később Bloomfield-et letartóztatták Texasban a Los ranchosi lopás miatt. Visszavitték Új-Mexikóba, majd ártatlannak vallotta magát, de később bűnösnek vallotta magát és 18 hónapot ült börtönben. Szabadulása után tetőfedőként és filmstatiszta ként dolgozott. Bloomfield szerepelt Az elítélt című filmben és a Breaking Bad-ben is.

## 2007-2008-as gyilkosságok
Bloomfield 2007-ben folytatta a gyilkolást. December 4-én az Avenida la Costa NE egyik házának kertjében sétált. Az üveg tolóajtón keresztül bejutott a házba ahol a ház tulajdonosa, a 79 éves Tak Yi megpróbálta megtámadni Bloomfield-et. Bloomfield agyonverte Taki Yi-t később a feleségével is végzett, bár azt állítja hogy az egyik barátja tette ezt. Napokkal később Tak Yi meggyilkolása után a rendőrség letartóztatott két folyóirat-eladót a gyilkosságok miatt, akik közül az egyik beismerő vallomást tett. Később Bloomfield letartóztatása után mindkettőt szabadon engedték az őrizetből.
2008. június 28-án Bloomfield és a 35 éves Jason Skiggs úgy döntött hogy megölnek egy férfit akit csak Mannynak hívtak. Bloomfieldék símaszkokkal, mellényekkel és sörétes fegyverekkel törtek be. Amikor megtették, felfedezték Katherine Bailey-t és férjét, a 40 éves ápolónőt, Scott Pierce-t, de azt hitték, hogy Pierce az Manny és megölték.

## Letartóztatás
2008. július 1-én letartóztatták Bloomfieldet és Skiggs-t Scott Pierce meggyilkolása miatt. Bloomfieldet később DNS teszten keresztül kapcsolatba hozták a többi gyilkosságával.Mindenben bűnösnek vallotta magát és 195 év börtönbüntetésre ítélték. 

## Fordítás
Ez a szócikk részben vagy egészben  a   Clifton Bloomfield című angol Wikipédia-szócikk ezen változatának fordításán alapul.  Az eredeti cikk szerkesztőit annak laptörténete sorolja fel. Ez a jelzés csupán a megfogalmazás eredetét és a szerzői jogokat jelzi, nem szolgál a cikkben szereplő információk forrásmegjelöléseként.